# Мурманське газове родовище
Мурманське газове родовище — одне з офшорних родовищ у російському секторі Баренцова моря, за 200 км від Мурманська.
Відкрите у 1983 році компанією «Арктикморнафтогазрозвідка» в районі з глибинами моря 68—123 метри. У ході розвідувальних робіт пробурено 9 свердловин, якими виявлено 20 покладів у відкладеннях нижнього та середнього тріасу.
Запаси за російською класифікаційною системою оцінюються за категоріями С1 та С2 у 121 млрд м³. Це третій показник для російських родовищ Баренцового моря, проте він набагато менший за показники унікального Штокманівського родовища.
Зацікавленість у розробці родовища виявили дві найбільші державні компанії нафтогазового сектору Росії — «Газпром» та «Роснефть». Через це вирішено провести аукціон. Серед можливих варіантів розробки родовища розглядається використання плавучого заводу з виробництва зрідженого природного газу.